# Minería en la Antigua Roma

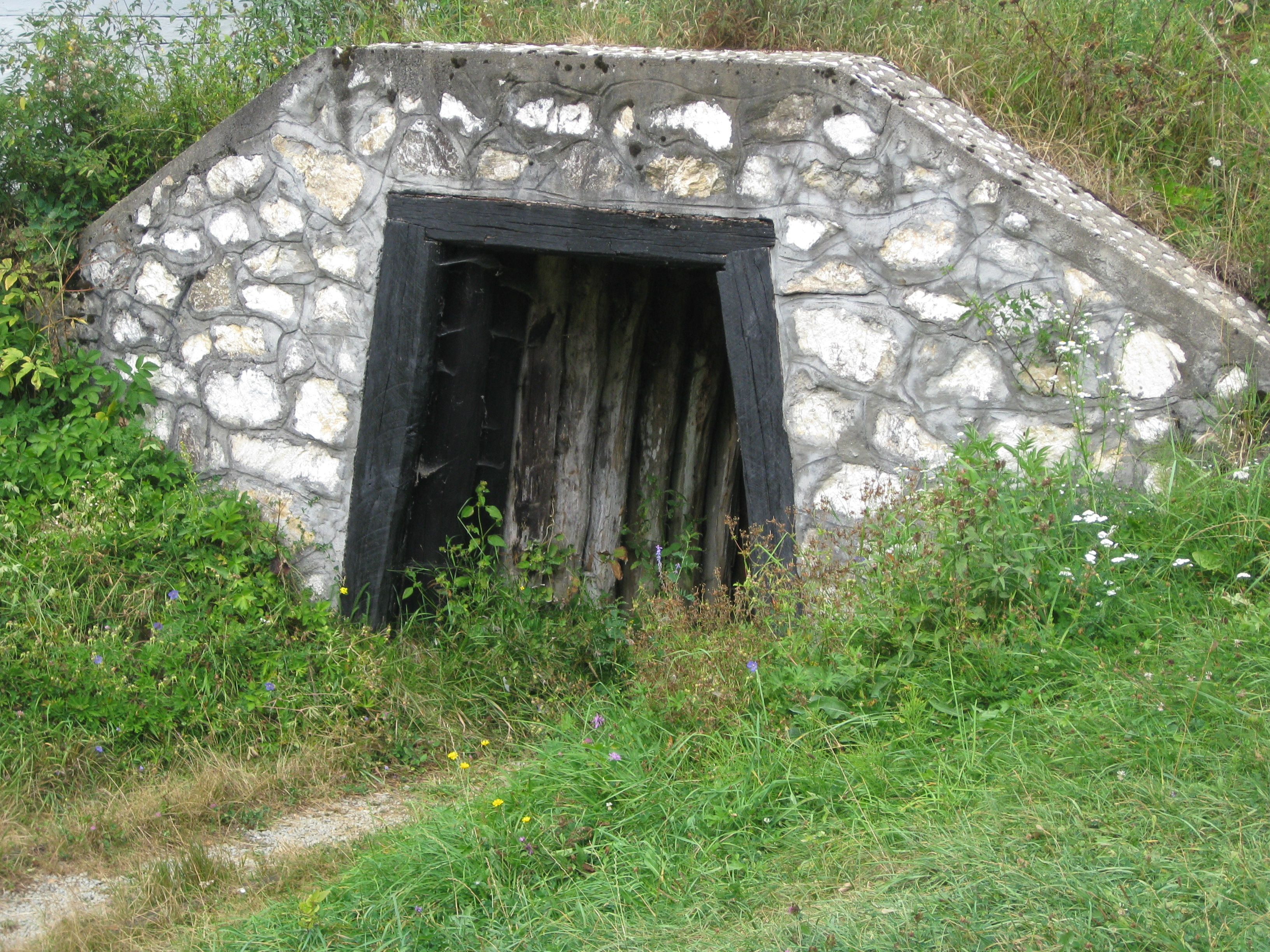
Entrada a una mina de oro romana

Las minas en la Antigua Roma utilizaban técnicas de minería hidráulica y minería de pozos con herramientas como el tornillo de Arquímedes. Los materiales que producían se usaban para fabricar tuberías o construir edificios. Se solían construir canteras a través de zanjas de prueba y se usaban herramientas como cuñas para romper la roca, que luego se transportaba usando mojones y gradas. Las minas generalmente usaban esclavos e individuos de clase baja para extraer y procesar el mineral, cuyas condiciones de trabajo eran, por lo general, peligrosas e inhumanas. Estas áreas estaban divididas en distritos mineros y estaban reguladas por varias leyes, como la lex metalli vispascensis .

## Tecnología

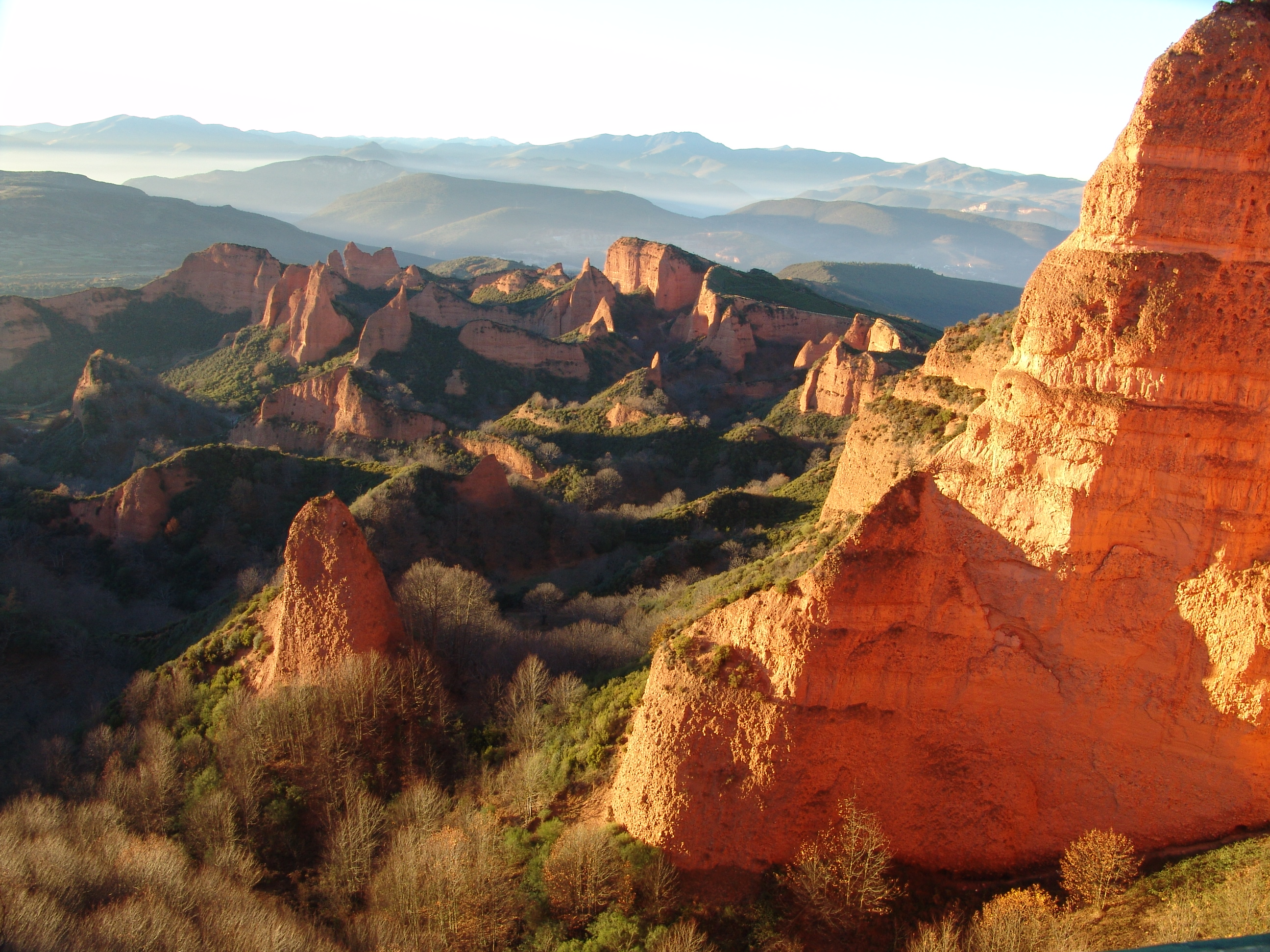
Vista panorámica de Las Médulas, un sitio de extracción de oro en España.

### Minería hidráulica
Los romanos utilizaban una técnica conocida hoy como hushing, que es un método de minería hidráulica que utiliza agua para erosionar la roca. Esto se lograría mediante el uso de agujeros para canalizar el agua hacia el área, rompiéndola. El agua se suministraba al área a través de acueductos, luego se almacenaba en un tanque, que inundaría el área cuando se abriera. Siguiendo este proceso, se utilizaba fuego para calentar la roca, que posteriormente se apagaba con agua, rompiendo así la roca por choque térmico. Los romanos también usaban esclusas terrestres, que es el uso de equipos de excavación para minar los lechos de los arroyos.

### Hundimiento de pozos
El hundimiento de pozos era la forma de minería más peligrosa y difícil en la Antigua Roma. Debido a su alto costo, solo se usaba para recolectar los metales más valiosos en la sociedad romana. Esta técnica consistía en excavar túneles subterráneos, lo que permitía a los trabajadores extraer el mineral. El acceso a estas minas y túneles lo proporcionaban pozos que por lo general tenían alrededor de 3 a 3-6 pies cuadrados (27,9-55,7 dm²)   y revestido de madera. También servían como ventilación. Las minas romanas eran conocidas por sus deficientes sistemas de ventilación. Los gases venenosos a menudo se vertían en las minas, y el aire nocivo era común en minas de plata.

### Minería subterránea

Esquema de una rueda hidráulica romana

La minería subterránea en la antigua Roma requería el uso de túneles y pozos. Antes de que se pudieran construir esas necesidades, era necesario extraer agua de estas áreas, lo que se lograría mediante el levantamiento manual o el uso de túneles como el tornillo de Arquímedes o la rueda hidráulica. Se utilizaron socavones como entradas a la mina y fuentes de drenaje y ventilación . La detención era una técnica que usaban los romanos para extraer todo el mineral y dejar un espacio abierto. Una vez que se extraía el mineral, se usaban martillos perforadores accionados por agua para triturarlo, y se usaba mercurio para separar el oro de los materiales circundantes. Posteriormente, se utilizaban canastos para recolectar el mineral y transportarlo a un área donde se procesaba.

### Minería superficial y a cielo abierto
La minería en superficie era utilizada por los antiguos romanos cuando la roca incrustada en la superficie era visible. Se usaba la técnica de bateo en áreas donde un arroyo había erosionado la roca. Plinio escribió que esta técnica era útil para encontrar la forma más pura de oro. También era útil para encontrar filones que conducían al suelo o a las montañas, para pequeñas operaciones mineras. Los romanos también utilizaban la minería a cielo abierto, extraían el mineral expuesto de una colina. Lo harían usando agua para eliminar la tierra y la materia.

### Instrumentos

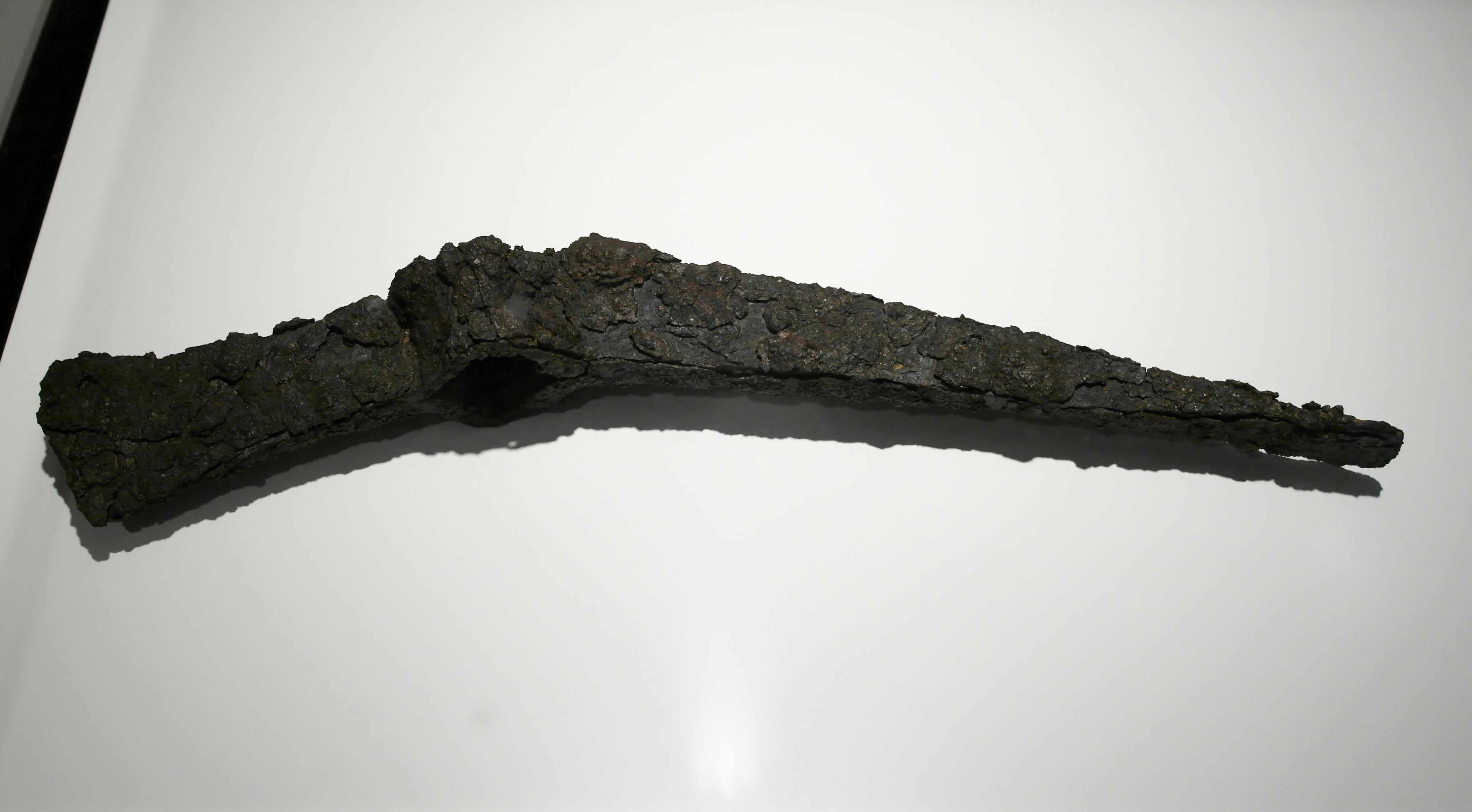
Dolabra romana antigua

Los mineros de la antigua Roma usaban martillos de dos lados, picos de lados anchos, y picos que generalmente estaban hechos de hierro. Los niños trabajadores en las minas antiguas posiblemente llevaban canastas que se usaban para transportar materiales. Otra herramienta usada por los mineros era la dolabra fossoria, que podía usarse como pico o como azadón. Los mineros también usaban cinturones pesados para llevar sus herramientas y materiales.

## Materiales y uso

### Plomo

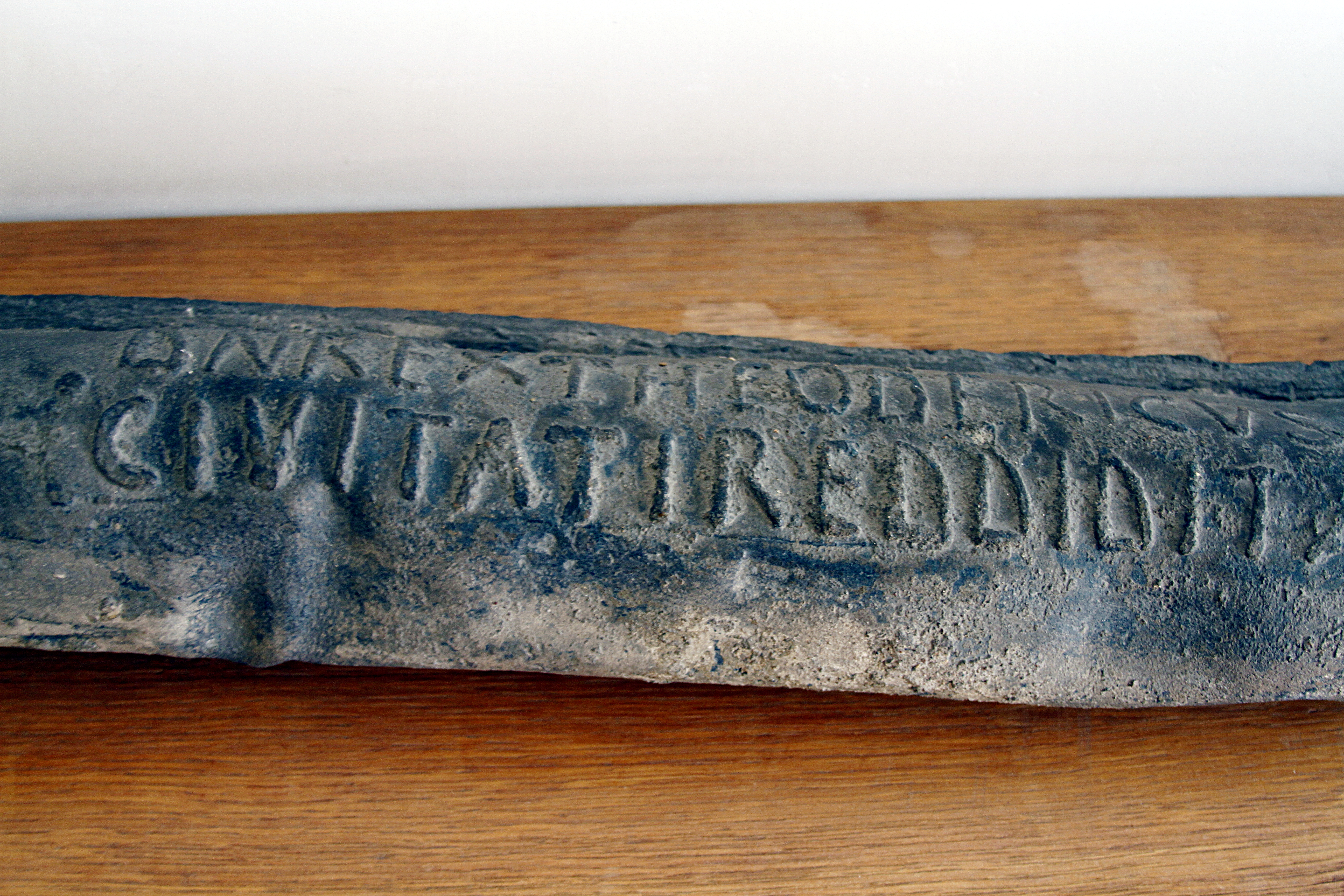
Tubería de plomo de la antigua Roma almacenada en el Museo Nazionale di Ravenna

Las minas romanas abastecían al imperio para la acuñación de sus monedas. La producción de monedas se correlacionó con una cantidad significativamente mayor de plomo. Durante los períodos de estabilidad y alta producción de monedas, hubo una gran cantidad de producción de plomo. Sin embargo, durante los períodos de crisis, como la caída de la República romana, hubo una disminución de la tasa de producción de monedas y, por lo tanto, una reducción de la tasa de producción de plomo. El plomo también se utilizó para fabricar tuberías de agua y bullaae. Las altas cantidades de plomo en la antigua Roma condujeron al mismo tiempo a altas cantidades de envenenamiento.

### Metales y piedra
Los metales se usaban como medicina para enfermedades como sarcomas, erupciones cutáneas y lepra. También podrían usarse como desodorante. El alumbre era una sustancia líquida que se usaba para fijar tintes a las telas, lo que la convertía en una de las herramientas más populares y efectivas para pintar. Los cirujanos romanos también aplicaban alumbre a las heridas para curarlas. Este método funcionó porque secaría las heridas y juntaría los tejidos, permitiéndoles sanar más fácilmente. El aluminio también se mezclaba con agua para crear cemento. La mayor parte de la piedra se producía localmente, ya que normalmente era costosa de transportar. Según el escritor Vitruvio, las canteras romanas producían muchas variedades de piedra, incluida la toba roja y negra, así como la piedra blanca o blanda. El material producido en las canteras se utilizaba en la construcción.

## Tipos

### Canteras

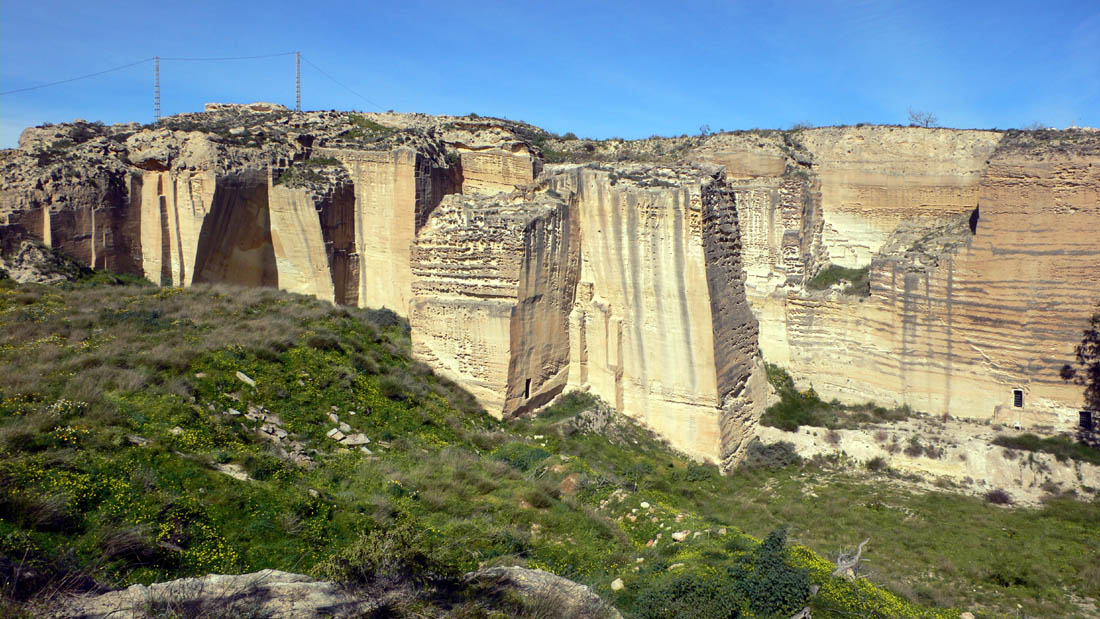
Una antigua cantera romana cerca de la ciudad de Carthago Nova

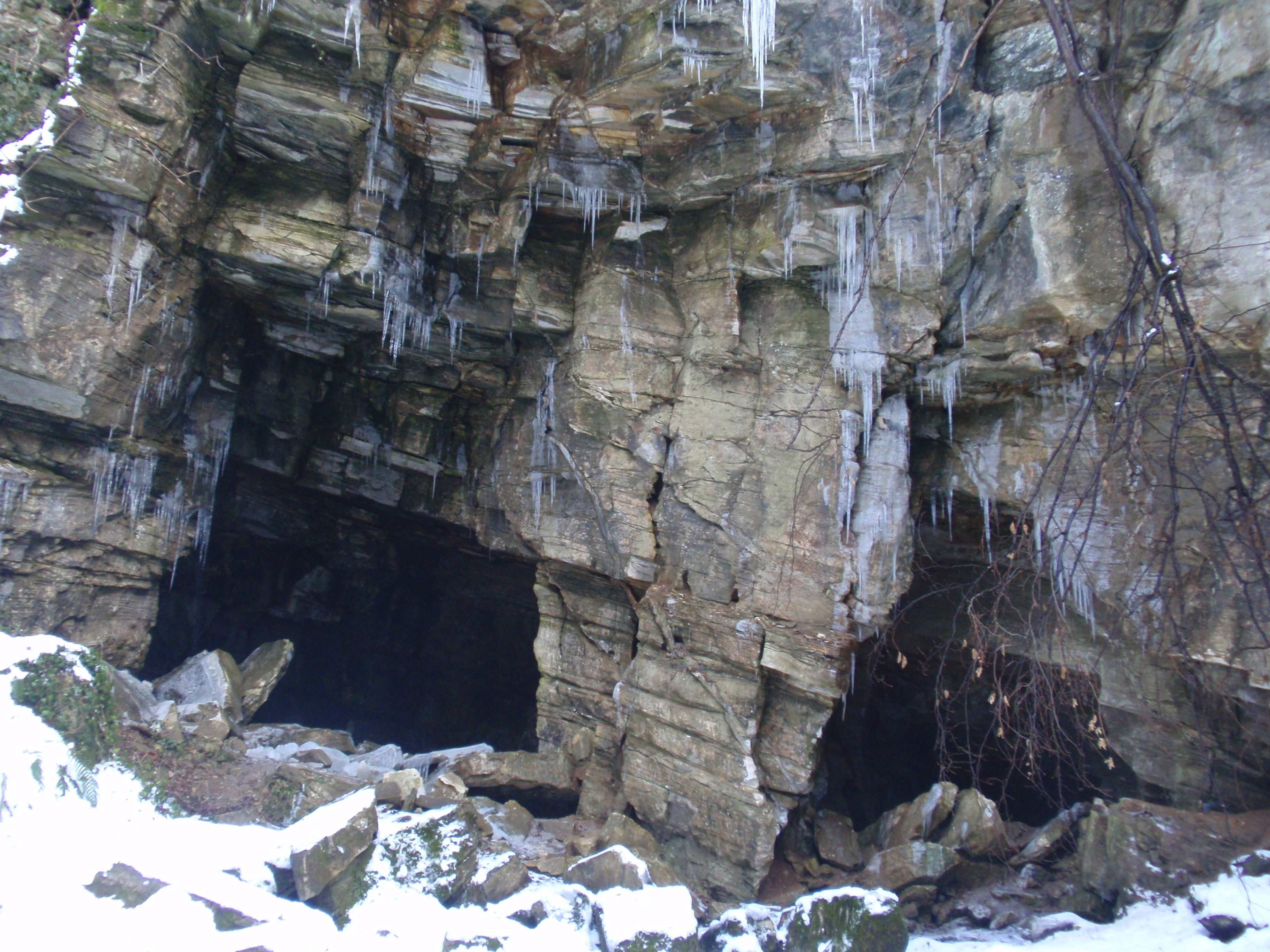
Antigua mina a cielo abierto romana en Eslovenia

Los romanos solían construir canteras cerca de los mares o ríos. Al encontrar un lugar adecuado para una cantera, la roca se debilitaba, generalmente a través de una zanja de prueba. Posteriormente, se cincelaba una línea de agujeros en la superficie de la roca y se procedía a insertar cuñas en estos agujeros, que luego se usaban para separar la roca. Los trabajadores procederían a dar forma al área con bloques de piedra. Las antiguas canteras romanas utilizaban túmulos de piedra para suministrar el material necesario para las rampas de varada, que servían para acceder a la cantera y sacar el material extraído. Es posible que también se hayan utilizado grúas para sacar material de las canteras. Es posible que se hayan utilizado camellos, burros, carretas o barcos como transporte para ayudar en los esfuerzos de los mineros. Los trabajadores pueden haber dormido, descansado y posiblemente vivido en chozas que eran colocadas cerca de las canteras. Algunas canteras tenían torres de vigilancia, que probablemente se usaban para la comunicación a larga distancia o para vigilar el trabajo de los prisioneros. Fuertes, templos, baños y cementerios estaban presentes en la cantera de Mons Porphyrites, en Egipto. En esta cantera, las rutas de gradas terminaban en un pedestal plano, y lascas de pórfido negro cubrían la rampa de carga.

### Minas
Las minas en la antigua Roma recolectaban metal sin procesar y luego procedían a fundirlo. El metal era uno de los materiales más importantes. Se utilizaba para la artesanía, la construcción, las armas, las herramientas y la moneda. Solo personas de bajo estatus o esclavos trabajaban en las antiguas minas romanas debido a la gran cantidad de peligros que implicaba su trabajo. Los romanos tenían un castigo llamado damnatio ad metalla, que condenaba a los esclavos y criminales a trabajar en las minas. Sus condiciones eran peligrosas y miserables, por lo general con resultado de muerte. Muchos esclavos mineros deseaban morir debido a las horribles condiciones en estas minas. Los niños esclavos eran comunes en las minas, ya que se consideraban útiles para gatear por espacios estrechos.

## Administración
Durante el Imperio Romano, las minas y canteras se organizaron en distritos. Se regían por la lex metallis dicta, una ley que dictaba las normas y reglamentos de las minas y los castigos por violarlas. Los esclavos que habían robado el mineral eran azotados y se les prohibía continuar trabajando en las minas, a los libertos se les confiscaban sus propiedades y perdían el privilegio de trabajar en las minas. En caso de sabotaje, ambos grupos serían expulsados de las minas. La lex metalli vispascensis, otra ley que regía la actividad minera, permitía el cobro de tasas y daba a ciertos grupos la capacidad de monopolizar su industria. Es posible que se hayan colocado estaciones de peaje alrededor de los sitios mineros para marcar sus fronteras, cobrar multas y administrar el tráfico y el comercio en la mina.